# De gelukkige huisvrouw (film)
De gelukkige huisvrouw is een Nederlandse dramafilm uit 2010 onder regie van Antoinette Beumer. De film is gebaseerd op de gelijknamige roman van Heleen van Royen.

## Verhaal
De aantrekkelijke Lea Meijer (Carice van Houten) geniet van haar huwelijk met de vermogende Harry (Waldemar Torenstra), reist als stewardess een groot deel van de wereld rond en brengt met haar vriendinnen – onder wie Corine (Anke Engels) en Machteld (Myranda Jongeling) – veel dagen door op de golfbaan. Harry's belofte van dagelijkse seks tot haar zwangerschap zorgt ervoor dat Lea de kinderwens van haar echtgenoot inwilligt. Kraamhulp Joke (Dorijn Curvers) neemt – mede door de drukte van Harry's werk – de verzorging van de begeerlijke brunette op zich, maar kan niet voorkomen dat de gewenste bevalling thuis moet verworden tot een bevalling in het ziekenhuis. Gynaecoloog Maurice Kallenbach (Rik Launspach) wendt zich tot middelen als de vacuümpomp en de verlostang om de geboorte van het kind succesvol af te ronden.
Junior (Duuk Van Rens) is voor Harry duidelijk het spreekwoordelijke toetje van het lopende buffet des levens, maar Lea belandt na de zware bevalling in een neergaande spiraal die psychose heet. De jonge vrouw ziet Junior als een grote belemmering en verlangt naar de tijd dat ze haar man met niemand hoefde te delen. Lea's wereld draait door wanneer Matthijs van Nieuwkerk op televisie een vraaggesprek houdt met een schrijfster en zich tot de camera richt met de woorden: Het is een schitterende ode aan Pater Leo. Die man was een duizendpoot: leraar, therapeut, pedagoog, runde een ziekenhuis, maar ik lees nergens dat hij zieltjes wilde winnen.... Een vlucht naar de heilige vader biedt geen oplossing, waarna de geestelijk zieke moeder Junior midden in de nacht verstopt in een kartonnen doos. Harry kan verhinderen dat het kind stikt, reageert furieus op het gedrag van zijn vrouw en waarschuwt op advies van de huisarts de psychiatrische crisisdienst. Namens de crisisdienst staat Dieter van Vliet (Martijn Nieuwerf) aan de deur voor Lea's gedwongen opname in een psychiatrische inrichting.
Lea vindt het aanvankelijk verschrikkelijk in de instelling, meent dat ze in het geheel niets mankeert en acht Harry verantwoordelijk voor haar opsluiting. In gesprekken met psychiater Beau (Marcel Hensema) en Dr. Mulder (Bert Luppes) ontdekt Lea dat ze de zelfmoord van vader Kees (Gijs de Lange) nog niet heeft verwerkt, terwijl verpleger René (René van 't Hof) de nodige logistieke ondersteuning verleent in de kliniek. In de nieuwe omgeving sluit de ontkennende psychepatiënte vriendschappen met andere mensen die zich in de mentale mangel van het geestesleven bevinden: de fanatiek sportende kamergenote Cynthia (Isis Cabolet), de niet graag alleen zijnde ex-natuurkundeleraar Theo (Jaap Spijkers), de zich Jezus wanende Enzo (Willem de Wolf), de immer naar eten snakkende Lidwien, de in zijn kop nog vliegende pensioenpiloot Mr. Zevenhoven (Eric van der Donk) en de met intense kreten naar een omhelzing verlangende Mevr. Schreuder (Catharina Haverkamp).
Na haar ontslag gaat Lea samen met Theo, die opziet tegen zijn weekeindverlof, naar een willekeurige begrafenis om eenmalig daadwerkelijk te rouwen om de dood van haar vader en barst tijdens de plechtigheid in tranen uit. Na thuiskomst valt het Lea zwaar dat man Harry en moeder Henriëtte (Joke Tjalsma) haar niet alleen willen laten met de baby. Het principe van "Welkom thuis!" blijkt in Lea's schrijnende geval niet te gelden wanneer Harry zich anders gedraagt dan voorheen en in een confrontatie toegeeft hij dat hij moeite heeft met haar gedrag. Lea gaat door met haar rouwproces, maar moeder Henriëtte en zus Birgit (Maike Meijer) willen het onderwerp "vader Kees" pertinent niet onder de loep nemen. Lea heeft steeds het beeld gehad dat haar vader een ondraaglijke man is geweest, maar herinneringen komen boven die juist het tegendeel bewijzen. Lea brengt haar moeder in aanraking met haar kille houding en geeft haar de schuld van de dood van haar man. Hysterisch verlaat Lea het huis en rijdt naar het meer des onheils, waarna Harry na thuiskomst woedend raakt op zijn schoonmoeder omdat ze haar dochter niet heeft tegengehouden. Harry snelt naar het woelige water en treft Lea in haar auto aan, die zich realiseert dat haar vader wel degelijk van haar heeft gehouden en een punt kan zetten achter haar rouwproces.

## Rolverdeling
- Carice van Houten: Lea Meijer
- Waldemar Torenstra: Harry Meijer
- Duuk Van Rens: Junior Meijer
- Gijs de Lange: vader Kees
- Joke Tjalsma: moeder Henriëtte
- Maike Meijer: zus Brigit
- Isis Cabolet: Cynthia
- Jaap Spijkers: Theo
- Willem de Wolf: Enzo
- Annemieke Aalderink-Bakker: Lidwien
- Eric van der Donk: Mr. Zevenhoven
- Catharina Haverkamp: Mevr. Schreuder
- Anke Engels: Corine
- Myranda Jongeling: Machteld
- Marcel Hensema: Beau
- Bert Luppes: Dr. Mulder
- Martijn Nieuwerf: Dieter van Vliet
- Reinier Bulder: huisarts
- Rik Launspach: Maurice Kallenbach
- Dorijn Curvers: Joke
- René van 't Hof: Charrel (verpleger)
- Lotje van Lunteren: Anita (verpleegster)
- Menno van Beekum: rechter
- Matthijs van Nieuwkerk: Zichzelf
- Marnie Blok: schrijfster
- Mara van Vlijmen: stewardess

## Productie

### Ontwikkeling
Op 13 augustus 2009 werd de verfilming van de succesroman van Heleen van Royen aangekondigd, met Carice van Houten als hoofdrolspeler. De opnamen zouden in oktober 2009 van start gaan en de film zou in het voorjaar van 2010 in première gaan. Net na het debuut van de roman in 2000 bestonden reeds plannen voor een verfilming, maar de financiering voor de productie kwam gedurende lange tijd niet rond. Van Royen is betrokken geweest bij het schrijven van het uiteindelijke scenario.
Producent Hans de Weers voorspelde dat de film een groot succes zou worden, omdat "iedere vrouw er wel iets in herkent". Voor Antoinette Beumer is de film haar regiedebuut en De Weers vertelde dat de film haar "op het lijf [is] geschreven". Beumer werd aangesproken door het verhaal: "iederéén kan gek worden". Beumer aarzelde om de regie op zich te nemen, omdat ze voorheen enkel bekend was met televisiewerk. Beumer vertelde: "Soms dacht ik; ik kan het niet, het lukt niet, maar daar kwam ik steeds weer uit. Ik heb in ieder geval het beste uit mijzelf en mijn omgeving gehaald."
Beumer wilde de film niet maken als een ode aan Van Royen: "Ik wilde geen film maken over Heleen van Royen en haar depressie. Deze film overstijgt haar verhaal. Het gaat over Lea en Harry en niet over Heleen en Ton van Royen."

### Acteurs
Voor Van Houten betekende de film een hereniging met veel van de meewerkenden van Komt een vrouw bij de dokter (2009). Zij werd gekozen omdat de crew van mening was dat zij 'de beste actrice van Nederland is'. Daarnaast speelden haar 'timing' en de opvatting dat ze een 'vreselijk grappig kind' is ook een rol. De actrice was enthousiast over het spelen van de rol, omdat de humor haar aansprak. Ze gaf toe dat het voor haar duidelijk was dat het een 'ingewikkelde' en 'pittige rol' betrof, maar dat ze dit zag als een 'uitdaging'. Volgens Beumer stonden talloze Nederlandse actrices in de rij om de rol te vertolken. Van Houten zocht geen toenadering bij Isa Hoes, die dezelfde rol speelde in het gelijknamig toneelstuk. Ook heeft ze toegegeven de roman van Heleen van Royen niet te hebben gelezen, om zodoende niet te veel beïnvloed te worden. Ze vertelde in een vraaggesprek: "Als ik te veel met Heleen had gepraat, was dat niet goed geweest. Ik wil niet de Lea uit het boek spelen, of Heleen van Royen, maar de Lea uit het script. Wat we allemaal gemeen hebben, is dat we grof gebekt zijn, maar een klein hartje hebben. Achter zo'n grote mond kan een enorm beschadigd iemand zitten. Met dat gegeven voel ik me wel verbonden."
In plaats daarvan bezocht Van Houten een psychiatrische inrichting en las boeken over gecompliceerde bevallingen. Bovendien gooide ze, naar eigen zeggen, haar eigen ijdelheid overboord.
Bij de aankondiging in augustus 2009 werden de acteurs nog geselecteerd. Op 23 oktober 2009 werd bekendgemaakt dat Waldemar Torenstra naast Van Houten te zien zou zijn. Torenstra was aangetrokken tot de rol door de gedeeltelijk onsympathieke houding van zijn personage. Hij vertelde dat hij, omdat Torenstra in die periode onlangs vader was geworden, zich beter dan ooit kon inleven in een personage.
Niet veel later, op 3 november 2009, kwam het nieuws dat presentator Matthijs van Nieuwkerk een gastoptreden zou maken.

### Opnames
De opnames begonnen in oktober 2009. Torenstra vertelde in een vraaggesprek dat de filmploeg erop uit was om geen standaard verhaal neer te zetten, maar om 'naar het randje' te gaan. Hij zei dat hij het inspirerend vond om met Van Houten en Beumer samen te werken, omdat ze beiden 'eigenwijs' en 'vakmensen' waren. Al in begin december 2009 waren de draaidagen afgerond. Beumer keek naar eigen zeggen warm terug op de draaiperiode.
In tegenstelling tot Torenstra probeerde Joke Tjalsma haar personage zo sympathiek mogelijk te benaderen. Over het tot stand komen van haar personage Henriëtte vertelde Tjalsma: "Ik begin te werken vanuit het script. Ik streep niet alleen aan wat Henriëtte voor tekst heeft, maar ook wat anderen over haar zeggen. Zo vorm ik me een beeld van haar. [..] Dat tuttelen met zo'n baby tijdens de opnamen gaat me gemakkelijk af. De emotionele confrontaties met Lea waren lastiger, omdat ik in zulke scènes continu op zoek ben naar de juiste toon. Wat moet je doen, wat moet je laten? Daar komt het steeds weer op aan."
Van Houten was voornamelijk enthousiast over het spelen van een komische rol, een personage met een zekere 'ongecontroleerdheid'. Desondanks keek ze niet heel positief terug op de draaidagen:
"Het was gekkenwerk. Ik had geen moment om even uit te blazen. We hebben veel scènes in één shot gedaan. Gevaarlijk, maar ook opwindend omdat het niet fout mag gaan, zoals in het theater: daar hou ik ook wel van. Al is het belachelijk zo te moeten werken."

## Ontvangst

### Première
Bij de première, die veel aandacht kreeg van de media, kwam menig Bekende Nederlander opdagen. Van Houten kwam voor de gelegenheid uit Zuid-Afrika, waar ze zich bevond voor de opnames van Black Butterflies. Beumers zus Famke Janssen kwam overvliegen uit Hollywood om de première bij te wonen. Beumer vertelde dat Van Royen de film moeilijk aan kon: "Ze liep onder de voorstelling weg, aangedaan, omdat het te persoonlijk werd. Ik heb haar moeten troosten. Op televisie zei ze dat de film dichter bij haar wezen kwam dan het boek. [..] Ze had er aanvankelijk bezwaar tegen dat we van Lea een stewardess hadden gemaakt. Maar dat is een manier om het personage sympathieker te maken. Niks doen op een golfbaan roept geen meeleven op."

### Opbrengst
De gelukkige huisvrouw werd een groot succes bij het publiek en bracht het eerste weekeinde €387.000 op. Hiermee stond het op de #1 van best bezochte bioscoopfilms van dat weekeinde, met Clash of the Titans (€287.000) en Kick-Ass (€208.000) op de tweede en derde plek. Al binnen de eerste week na de première mocht Beumer een Gouden Film in ontvangst nemen omdat de film 100.000 bezoekers had getrokken.